# Ceralocyna cribricollis
Ceralocyna cribricollis là một loài bọ cánh cứng trong họ Cerambycidae.